# Oncallı
Oncallı è un comune dell'Azerbaigian situato nel distretto di Qax. Conta una popolazione di 472 abitanti.